# Tommy Defendi

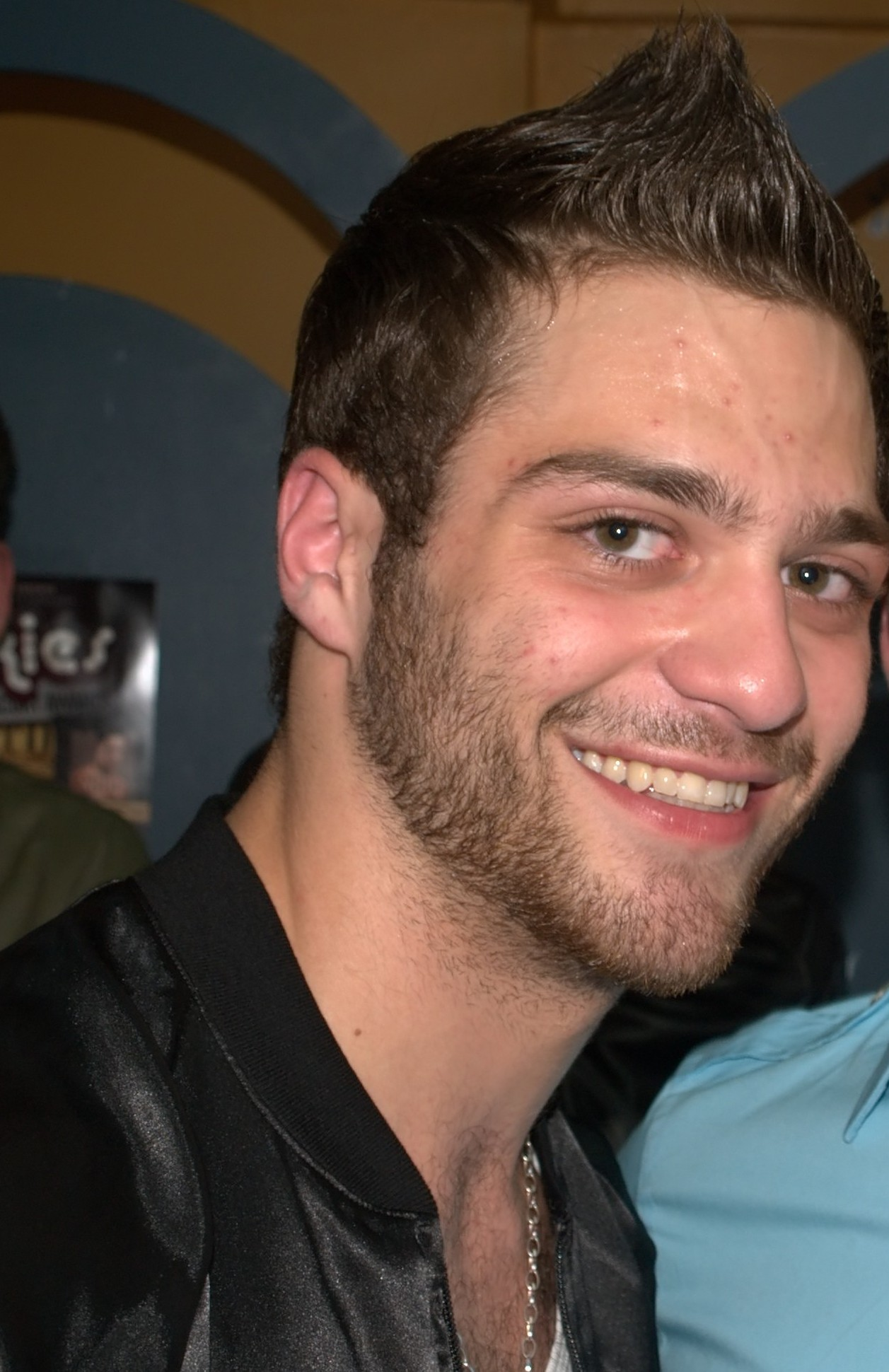
Tommy Defendi 2010

Tommy Defendi (* 30. Juni 1989 in Chicago als James LaRusso) ist ein amerikanischer ehemaliger Schwulen-Pornodarsteller. Seine 2008 begonnene Pornokarriere beendete er 2015 nach der Auszeichnung mit einem Grabby Award.

## Leben und Karriere
LaRusso wurde 1989 in Chicago geboren. Er wuchs in dem Vorort Melrose Park auf und besuchte die Highschool in Northlake, wo er Baseball und Football spielte und 2007 graduierte. Sein Debüt als Pornodarsteller unter dem Namen Defendi hatte er zu Beginn des Folgejahres, nachdem er nach Fort Lauderdale gezogen war. Er schaltete eine Anzeige auf Craigslist als Privattänzer und Stripper und wurde darüber für die Website CollegeDudes247 rekrutiert.
In einem Interview von 2010 beschrieb er seine Sexualität folgendermaßen, dass er, als er mit der Pornografie anfing, heterosexuell gewesen sei, sich aber durch die Arbeit sexuell geöffnet habe, sodass er sich jetzt als bisexuell identifiziert. 2011 unterschrieb er seinen ersten größeren Vertrag als Exklusiv-Model bei einem Studio, nämlich Raging Stallion. Nach dessen Ende, arbeitete er für verschiedene Studios wie CockyBoys und Men.com, bis er 2013 erneut exklusiv zu Raging Stallion zurückkehrte. 2015 erklärte er seinen Rücktritt aus der Pornoindustrie während der Verleihung der Grabby Awards, bei der er den Preis als bester Nebendarsteller gewann.
Seit dem 29. August 2020 ist LaRusso verheiratet mit der Pornodarstellerin Ashley Theis.

## Filmografie (Auswahl)
- 2008: Hot Jocks Nice Cocks 3, Suite 703
- 2008: Men Hard At Work 3, Suite 703
- 2008: My Brother's Hot Friend 3, Suite 703
- 2008: Seize Your Bottom, Rascal Video
- 2009: Hard Cock Hotel 4, On Top Production
- 2009: Private Resort: Boys in the Sun, Raging Stallion
- 2009: Real Big: Boys Measuring Up, Raging Stallion
- 2009: South Beach Seductions, Lucas Entertainment
- 2010: Adrenaline, Falcon Studios
- 2010: Brutal 2, Raging Stallion
- 2010: Don’t Ask Just Fuck, Raging Stallion
- 2010: Inntrigued, Falcon Studios
- 2010: Layover: Los Angeles 2, Falcon Studios
- 2010: Piss Army, Raging Stallion
- 2010: Rhodes’ Rules, Falcon Studios
- 2010: Stud Ranch: Hung 'N Strung, Colt Studios
- 2010: Swallow Seed Co., Raging Stallion
- 2011: Big Rock Cove, Falcon Studios
- 2011: Escape, Falcon Studios
- 2011: Get Me Off, Mustang
- 2011: Golden Gate: The Perfect Ten, Raging Stallion
- 2011: Office Affairs, Falcon Studios
- 2011: Stud Fuckers, Raging Stallion
- 2012: 10 Feet of Meat, Cocky Boys
- 2012: Break Him In: Tommy Initiates Max, Cocky Boys
- 2012: Bromance, Stud Mall
- 2012: Cowboys 2, Raging Stallion
- 2012: Crazy for Cocks, Cocky Boys
- 2012: Golden Gate: Tourist Season, Raging Stallion
- 2012: Hooker Stories, Naked Sword
- 2012: Name of the Game, Cocky Boys
- 2012: Project Gogo Boy, Cocky Boys
- 2012: Sexy Beast, Cocky Boys
- 2012: Wet Dream, Cocky Boys
- 2013: Bad Boy, Cocky Boys
- 2013: Heretic, Raging Stallion
- 2013: Hole 1, Raging Stallion
- 2013: Horseman, Rock Candy Films
- 2013: Hung Americans, Raging Stallion
- 2013: Johnny Rapid: Power Bottom, Men.com
- 2013: Let's See If It Fits, Pride Studios
- 2013: Lowdown Dirty, Raging Stallion
- 2013: Magnetism, Raging Stallion
- 2013: Open Road 2, Raging Stallion
- 2013: Priest's Confession, Mile High
- 2013: Rise, Cocky Boys
- 2013: Size Matters, Raging Stallion
- 2013: Tales of the John, Men.com
- 2013: Tight, Raging Stallion
- 2013: Timberwolves, Raging Stallion
- 2014: Cock Fight, Raging Stallion
- 2014: Control Room, Hothouse Entertainment
- 2014: Dirty Fuckers, Hothouse Entertainment
- 2014: Dirty Rascals, Naked Sword
- 2014: Forgive Me Father, Mile High
- 2014: Fuck Hole, Raging Stallion
- 2014: Hard at Work, Stud Fuckerz
- 2014: Hotel Hook-up, Naked Sword
- 2014: It’s How Big, Pride Studios
- 2014: Man on Twink, Helix Studios
- 2014: Men Seeking Men, Mile High
- 2014: Prisoner of War, Mile High
- 2014: Swallow It All, Man Royale
- 2015: Cock on the Job, Pride Studios
- 2015: His Sister's Lover, Mile High
- 2015: Jailbreak, Titan Media
- 2015: Woah Buddy and Other Stories, Pride Studios
- 2016: Ass Fiends, Hothouse Entertainment
- 2016: Obsessed with Tommy D, Deviant Otter
- 2017: Daddy Seductions, Mile High
- 2017: Sinful Temptations, Mile High

## Auszeichnungen und Nominierungen

### GayVN Awards
2010
- Performer des Jahres – Nominierung

### Grabby Awards
2010
- Bester versatiler Performer – Nominierung

2011
- Bester versatiler Performer – Nominierung

2012
- Performer des Jahres – Nominierung
- Bester Dreier (Cowboys Part Two) mit Chris Porter und Colby Keller – Nominierung
- Bester Schwanz – Nominierung
- Bester versatiler Performer – Nominierung

2013
- Bester Schwanz – Gewinner
- Bester Top-Performer – Nominierung
- Beste Gruppenszene (Project Gogo Boys) mit Sebastian Young und Seth Knight – Nominierung
- Performer des Jahres – Nominierung
- Web-Performer des Jahres – Nominierung

2014
- Bester versatiler Performer – Nominierung
- Bester Top-Performer – Nominierung
- Bestes Paar (Timberwolves) mit Adam Ramzi – Nominierung
- Performer des Jahres – Nominierung

2015
- Bester Nebendarsteller (Dirty Rascals) – Gewinner
- Bestes Paar (Dirty Rascals) mit Dato Foland – Nominierung
- Bester Top-Performer – Nominierung
- Bester Schwanz – Nominierung
- Performer des Jahres – Nominierung
- Squirt.org Fan Favorite – Nominierung

2016
- Bester Top-Performer – Nominierung
- Bester Schwanz – Nominierung
- Bester Flip (His Sister’s Lover) mit Wolf Hudson – Nominierung
- Bester Darsteller (His Sister’s Lover) – Nominierung

### XBIZ Awards
2011
- Schwulen-Performer des Jahres – Nominierung

2014
- Schwulen-Performer des Jahres – Nominierung

2015
- Schwulen-Performer des Jahres – Nominierung